# Catedrala din Brasília
Catedrala din Brasília, cu hramul Maica Domnului de la Aparecida, este un monument istoric și de arhitectură din anii 1970, înscris în lista UNESCO a patrimoniului mondial.